# Quar-ijsplateau
Het Quar-ijsplateau is een ijsplateau op Koningin Maudland, Antarctica. Het ijsplateau ligt langs de kust tussen Kaap Norvegia en het Søråsen-gebergte.
Het ijsplateau werd in kaart gebracht door de Noors-Brits-Zweedse Antarctische Expeditie (NBSAE) (1949-1952). De ijsplaat werd genoemd naar Leslie Quar, een Britse radiomonteur en elektricien bij NBSAE, die verdronk op 24 februari 1951 toen vier expeditieleden met hun rupsvoertuig, een Weasel, over de rand van dit ijsplateau stortten.
Vooraan de ijsplaat bevindt zich de ijshaven Norselbukta.